# Olóriz Inferior
Olóriz Inferior es un despoblado español del municipio de Arce, perteneciente a la Comunidad Foral de Navarra.

## Toponimia
El lugar puede aparecer referido como «Olóriz Inferior» y «Olóriz Bajo».

## Historia
Hacia mediados del siglo XIX, el lugar ya figuraba referido como un despoblado. Aparece descrito en el duodécimo volumen del Diccionario geográfico-estadístico-histórico de España y sus posesiones de Ultramar de Pascual Madoz con las siguientes palabras:

OLORIZ INFERIOR: despoblado del valle de Arce, prov. de Navarra, part. jud. de Aoiz (2 leg). sit. entre Zazpe y Gurpegui, á las dos márgenes de la regata de este nombre; clima frio. El térm. se estiende 1/4 leg. de N. á S. y 1/2 de E. á O., y confina N. Oloriz superior; E. Aloz; S. Zazpe, y O Zalba. El terreno es secano y poco fértil; tiene un pequeño pinar al O., pero la mayor parte del monte está cubierto de bojes y aliagas; cria buenos pastos para ganado lanar. caminos: de travesia y malos. prod.: trigo y avena, caza de perdices y liebres. Es propiedad de varios particulares.
(Madoz, 1849, p. 260)